# Norra mossen

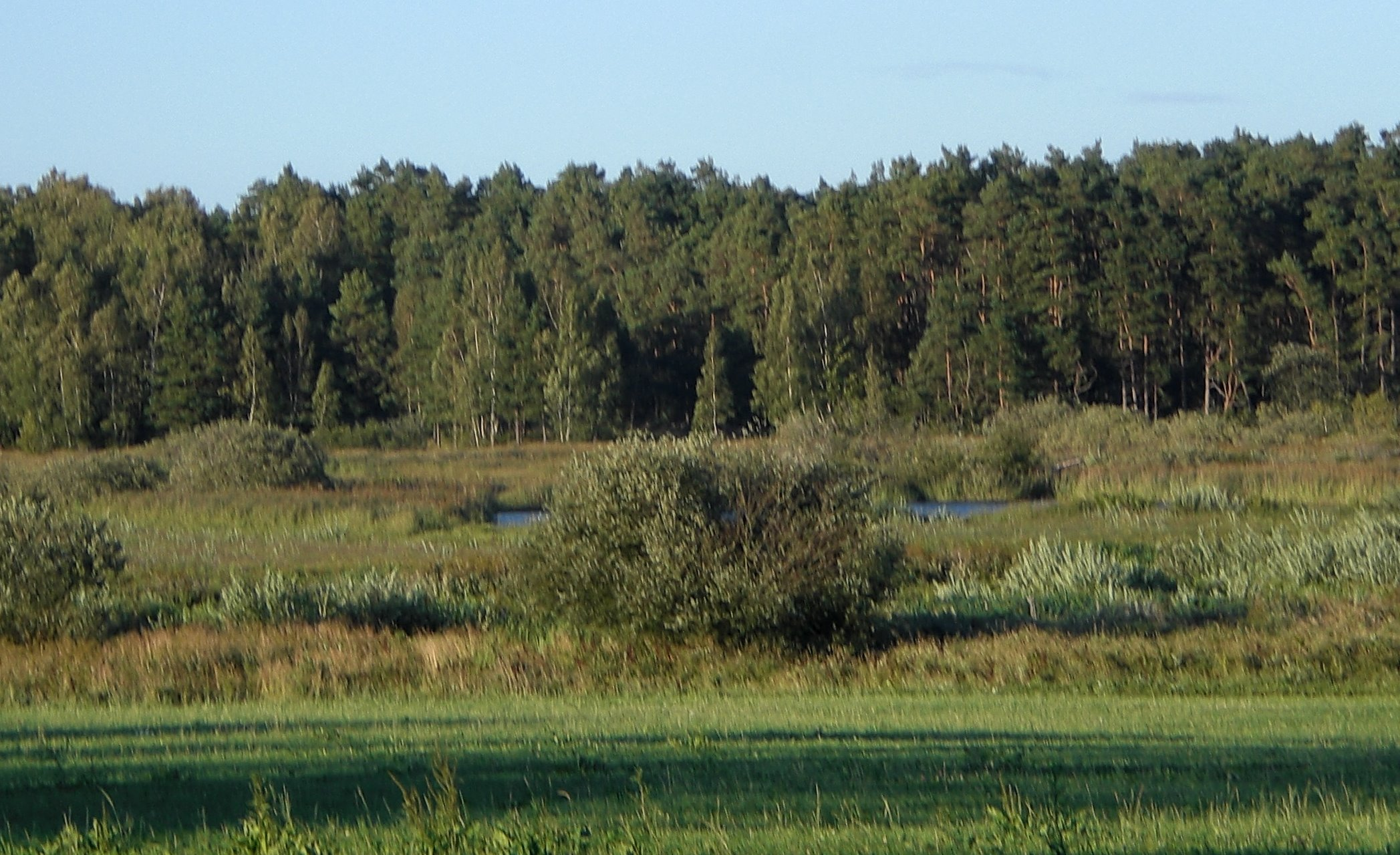
Norra mossen, Blick von Süden

Norra mossen, auch als Hörninge mosse oder Öjmossen bezeichnet, ist ein Moor auf der schwedischen Ostseeinsel Öland.
Das Moor erstreckt sich nördlich des Dorfes Hörninge, östlich von Köpingsvik. Es umfasst bei einer West-Ost-Ausdehnung von 2150 Metern und einer Nord-Süd-Ausdehnung von 300 Metern eine Fläche von 68 Hektar. Nach Osten wird das kalkreiche Moor vom sogenannten Ancyluswall eingedämmt.
Das Gebiet ist artenreich. Neben der Binsenschneide bieten feuchte Grasböden gute Lebensbedingungen für diverse Orchideenarten wie den Sumpf-Stendelwurz. Auch Springfrosch, Wiesenweihe und seltene Mollusken können beobachtet werden.
Im westlichen Teil des Moors wurde in der Zeit des Zweiten Weltkriegs Torf gewonnen. In diesem Gebiet geht die vorherrschende Binsenschneiden-Vegetation über, in eine teilweise verlandende Großseggen- bzw. Hochstauden-Vegetation.